# Kuraszew
Kuraszew – wieś w Polsce położona w województwie lubelskim, w powiecie radzyńskim, w gminie Wohyń.
| SIMC    | Nazwa    | Rodzaj    |
| ------- | -------- | --------- |
| 0022266 | Zawoinka | część wsi |

W latach 1975–1998 miejscowość administracyjnie należała do województwa bialskopodlaskiego.
Wieś jest sołectwem w gminie Wohyń. Według Narodowego Spisu Powszechnego z roku 2011 wieś liczyła 379 mieszkańców.
Wierni Kościoła rzymskokatolickiego należą do parafii Najświętszego Serca Jezusowego w Suchowoli.